# Manchester (New Hampshire)
Pour les articles homonymes, voir Manchester (homonymie).
Manchester est une ville de l'État du New Hampshire, aux États-Unis. Avec environ 107 000 habitants en l'an 2000, elle est la ville la plus peuplée de l'État du New Hampshire, la 10e ville la plus peuplée de la Nouvelle-Angleterre. Elle se situe sur les rives du fleuve Merrimack, dans le comté de Hillsborough.

## Histoire
La ville de Manchester a accueilli des milliers de Canadiens-Français venus travailler dans les usines de textile entre la fin des années 1800 et la première moitié des années 1900. La communauté franco-canadienne demeure significative dans l'environnement de la ville, bien que peu de résidents parlent encore français.

## Démographie

### Economie
Durant la seconde moitié du 19e siècle, la ville à eu deux usines fabriquant des locomotives à vapeur dont Manchester Locomotive Works.

## Évêché
- Diocèse catholique de Manchester
- Liste des évêques de Manchester
- Abbaye Saint-Anselme

## Transport

### Aérien
Manchester est desservie par l’aéroport régional de Manchester (code IATA : MHT • code OACI : KMHT).

### Routier
Les autoroutes inter-États (Interstate highway) I-93 et I-293 et la Everett Turnpike permettent de rejoindre l'agglomération depuis Concord et la région des Montagnes Blanches au Nord et Nashua et Boston au Sud.

## Art et culture

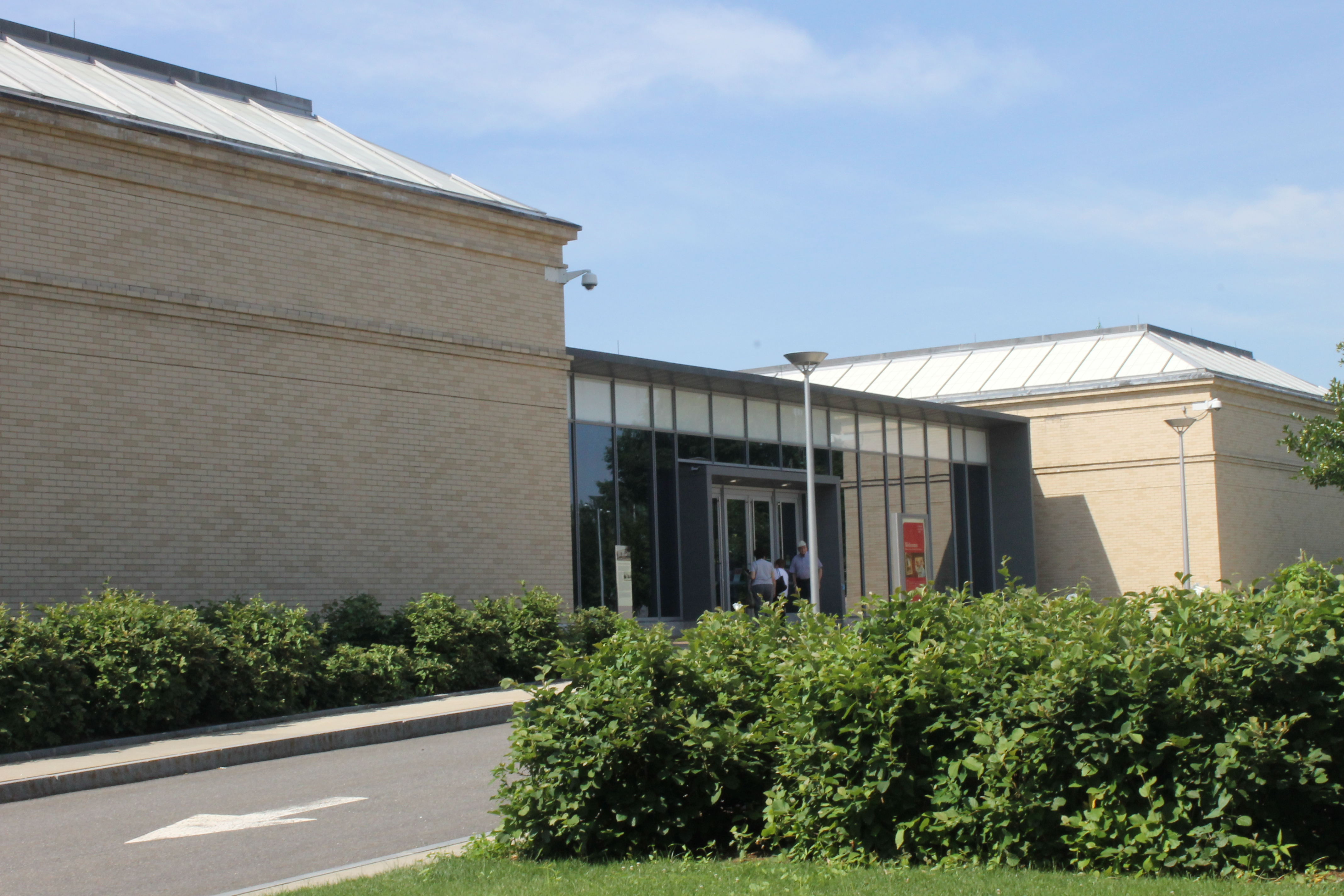
Currier Museum of Art au 150 Ash Street

Les monuments culturels comprennent le théâtre Palace historique, le musée d'art Currier, l'institut d'art du New Hampshire, le centre franco-américain, le musée Millyard de l'association historique de Manchester, le centre Massabesic Audubon, le centre des visiteurs et d'éducation Amoskeag Fishways, le musée Lawrence L. Lee Scouting  et la bibliothèque Max I. Silber, et le centre scientifique SEE. Le cimetière de la vallée, le lieu de repos de nombreux citoyens célèbres depuis  1841, est un exemple précoce des cimetières de style paysager.

## Sport
Manchester est la seule ville de l'État du New Hampshire à posséder des clubs sportifs professionnels. La ville possède à ce titre plusieurs enceintes sportives d'envergure :
- la Verizon Wireless Arena est une aréna de hockey sur glace occupée des Monarchs de Manchester, club de hockey sur glace évoluant en ECHL ;
- le Northeast Delta Dental Stadium est un stade de baseball occupé par le Fisher Cats du New Hampshire, club de baseball mineur évoluant en Ligue de l'Est.

### Baseball
L'histoire du baseball professionnel à Manchester remonte à la fin du XIXe siècle. Le New Hampshire a, à la fin du XIXe siècle, sa propre ligue de baseball, la Ligue de l'État du New Hampshire, qui compte au cours de son histoire plusieurs clubs de la ville. Mais c'est surtout dans la Ligue de la Nouvelle-Angleterre que de nombreux clubs de baseball de la ville vont se succéder : les Reds de Manchester en 1877, et, parmi les plus connus, les Blue Sox de Manchester de 1926 à 1930, les Giants, et les Yankees. Le Gill Stadium,  construit en 1913, a accueilli un certain nombre de ces clubs.
Depuis 2004 et la construction du stade de baseball Merchantsauto.com Stadium, le club accueille l'équipe professionnelle des Fisher Cats du New Hampshire, qui évolue en niveau Double-A en Ligue de l'Est.